# نارن ایم ماخلند
نارن ایم ماخلند (به آلمانی: Naarn im Machlande) یک منطقهٔ مسکونی در اتریش است که در ناحیه پرگ واقع شده‌است. نارن ایم ماخلند ۳۵٫۱۳ کیلومتر مربع مساحت دارد ۲۴۵ متر بالاتر از سطح دریا واقع شده‌است.